# Sarkaghat
Sarkaghat é uma cidade e uma nagar panchayat no distrito de Mandi, no estado indiano de Himachal Pradesh.

## Demografia
Segundo o censo de 2001, Sarkaghat tinha uma população de 3706 habitantes. Os indivíduos do sexo masculino constituem 50% da população e os do sexo feminino 50%. Sarkaghat tem uma taxa de literacia de 79%, superior à média nacional de 59,5%: a literacia no sexo masculino é de 83% e no sexo feminino é de 74%. Em Sarkaghat, 11% da população está abaixo dos 6 anos de idade.